# Kiến bẫy hàm
Kiến bẫy hàm hay kiến tên lửa (Danh pháp khoa học: Odontomachus) là một chi kiến có nguồn gốc ở Nam Mỹ. Chúng được đặt tên là kiến bẫy hàm vì hàm dưới thuộc phần miệng của chúng có khả năng mở 180 độ giống như một cái bẫy. Hiện nó là một loài xâm lấn ở Hoa Kỳ.Và chúng có ở Việt Nam Chi phụ

## Đặc điểm
Chúng có cơ thể sáng bóng, màu vàng đen, sống được ở nhiều môi trường sống Chúng có chiều dài tối đa 9,5mm. Tất cả giống kiến bẫy hàm đều sở hữu nọc độc đáng sợ, khi bị chích sẽ giống như lửa đốt, với tốc độ nhanh như tên bắn, nên còn được gọi với cái tên kiến tên lửa. Hàm dưới của loài kiến bẫy hàm đủ mạnh để ném những con mồi vào trong không khí. Chúng có khả năng kiểm soát hàm dưới rất hiệu quả. Vết cắn của những loài kiến này rất đau đớn. Khi cần thiết, chúng dùng hàm dưới cắm vào đất hoặc một vật bất kỳ để lấy lực đẩy thân đi vài cm.

## Các loài
- Odontomachus aciculatus F. Smith, 1863
- Odontomachus affinis Guerin-Meneville, 1844
- Odontomachus alius Sorger & Zettel, 2011
- Odontomachus allolabis Kempf, 1974
- Odontomachus angulatus Mayr, 1866
- Odontomachus animosus Smith, 1860
- Odontomachus assiniensis Emery, 1892
- Odontomachus banksi Forel, 1910
- Odontomachus bauri Emery, 1892
- Odontomachus biolleyi Forel, 1908
- Odontomachus biumbonatus Brown, 1976
- Odontomachus bradleyi Brown, 1976
- Odontomachus brunneus (Patton, 1894)
- Odontomachus caelatus Brown, 1976
- Odontomachus cephalotes Smith, 1863 (Indonesia, Australia, etc.)
- Odontomachus chelifer (Latreille, 1802)
- Odontomachus circulus Wang, 1993
- Odontomachus clarus Roger, 1861
- Odontomachus coquereli Roger, 1861
- Odontomachus cornutus Stitz, 1933
- Odontomachus desertorum Wheeler, 1915
- Odontomachus erythrocephalus Emery, 1890
- Odontomachus floresensis Brown, 1976 (Indonesia: Flores)
- Odontomachus fulgidus Wang, 1993
- Odontomachus granatus Wang, 1993
- Odontomachus haematodus (Linnaeus, 1758) (South America, introduced to Australia prior to 1876)
- Odontomachus hastatus (Fabricius, 1804)
- Odontomachus imperator Emery, 1887
- Odontomachus infandus Smith, 1858
- Odontomachus insularis Guérin-Méneville, 1844
- Odontomachus kuroiwae (Matsumura, 1912)
- Odontomachus laticeps Roger, 1861
- Odontomachus latidens Mayr, 1867
- Odontomachus latissimus Viehmeyer, 1914
- Odontomachus malignus Smith, 1859
- Odontomachus mayi Mann, 1912
- Odontomachus meinerti Forel, 1905
- Odontomachus montanus Stitz, 1925
- Odontomachus monticola Emery, 1892
- Odontomachus mormo Brown, 1976
- Odontomachus nigriceps Smith, 1860
- Odontomachus opaciventris Forel, 1899
- Odontomachus opaculus Viehmeyer, 1912
- Odontomachus panamensis Forel, 1899
- Odontomachus papuanus Emery, 1887
- Odontomachus peruanus Stitz, 1933
- Odontomachus philippinus Emery, 1893
- †Odontomachus pseudobauri (De Andrade, 1994)
- Odontomachus relictus Deyrup & Cover, 2004
- Odontomachus rixosus Smith, 1857
- Odontomachus ruficeps Smith, 1858 (Australia)
- Odontomachus rufithorax Emery, 1911
- Odontomachus ruginodis Smith, 1937
- Odontomachus saevissimus Smith, 1858
- Odontomachus scalptus Brown, 1978
- Odontomachus schoedli Sorger & Zettel, 2011
- Odontomachus scifictus Sorger & Zettel, 2011
- Odontomachus silvestrii W.M. Wheeler, 1927
- Odontomachus simillimus F. Smith, 1858 (Australia, Fiji, etc.)
- †Odontomachus spinifer De Andrade, 1994
- Odontomachus spissus Kempf, 1962
- Odontomachus sumbensis Brown, 1976
- Odontomachus tensus Wang, 1993
- Odontomachus testaceus Emery, 1897
- Odontomachus troglodytes Santschi, 1914 (Africa, Madagascar, Inner Seychelles)
- Odontomachus turneri Forel, 1900 (Australia)
- Odontomachus tyrannicus Smith, 1859
- Odontomachus xizangensis Wang, 1993
- Odontomachus yucatecus Brown, 1976

## Loài xâm lấn
Loài kiến bẫy hàm Odontomachus haematodus đang đe xọa và xâm lấn nước Mỹ với số lượng lớn dù vốn có nguồn gốc ở Nam Mỹ, nhưng gần đây lan truyền rộng dọc theo bờ biển vùng Vịnh Mississippi. Loài kiến bẫy hàm khổng lồ đang lan rộng trên khắp nước Mỹ. Thực tế loài này lan rộng và gia tăng lãnh thổ mà không ai để ý.